# Michael Pham

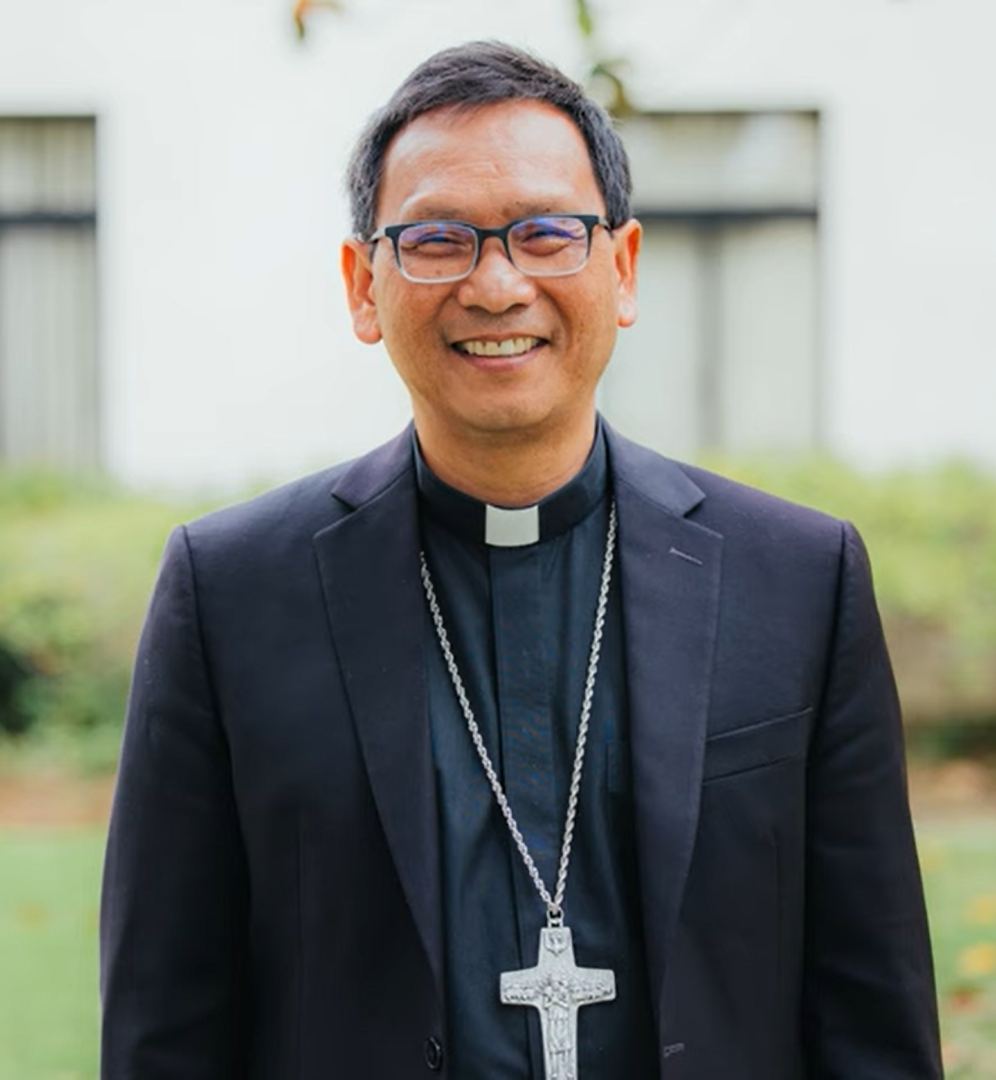
Michael Pham (2024)

Bischofswappen von Michael Phạm Minh Cường

Michael Phạm Minh Cường (vietnamesisch Micae Phạm Minh Cường; * 27. Januar 1967 in Đà Nẵng) ist ein vietnamesisch-US-amerikanischer römisch-katholischer Geistlicher und Bischof von San Diego.

## Leben
Michael Pham erwarb zunächst den Bachelor- und den Mastergrad in Luftfahrttechnik. Anschließend studierte er Philosophie und Theologie am Priesterseminar Saint Patrick in Menlo Park. Am 25. Juni 1999 empfing er das Sakrament der Priesterweihe für das Bistum San Diego.
Neben verschiedenen Aufgaben in der Pfarrseelsorge war er von 2001 bis 2004 Diözesandirektor für die Berufungspastoral. Nach weiteren Studien am Sacred Heart Seminary in Detroit erwarb er 2020 das Lizenziat in Evangelisation. Ab 2017 war er Bischofsvikar für die ethnischen Gemeinden und ab 2018 Generalvikar des Bistums San Diego.
Papst Franziskus ernannte ihn am 6. Juni 2023 zum Titularbischof von Cercina und zum Weihbischof in San Diego. Der Bischof von San Diego, Robert Walter Kardinal McElroy, spendete ihm am 28. September desselben Jahres in der Kirche St. Therese of Carmel in San Diego die Bischofsweihe. Mitkonsekratoren waren der Bischof von Yakima, Joseph Jude Tyson, und der Bischof von Phoenix und frühere Weihbischof in San Diego, John Dolan.
Papst Leo XIV. ernannte ihn am 22. Mai 2025 zum Bischof von San Diego. Die Amtseinführung fand am 17. Juli desselben Jahres statt.